# Carlo Emilio Bonferroni

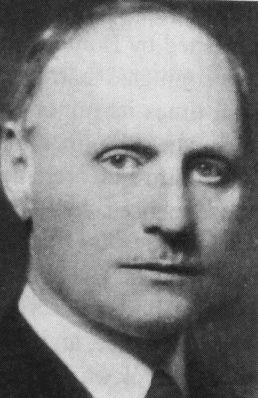
Carlo Emilio Bonferroni

Carlo Emilio Bonferroni (* 28. Januar 1892 in Bergamo; † 18. August 1960 in Florenz) war ein italienischer Mathematiker, der in der Versicherungsmathematik für seine Ungleichungen und die Bonferroni-Methode bekannt ist.
Er war Professor in Turin, Bari und Florenz.